# Marca de Meissen
Marca de Meissen (numită uneori și Marca de Miśnia) a constituit o marcă de frontieră pe cuprinsul Germaniei medievale, situată în regiunea actualului land Saxonia din Germania. Desprinsă din Marca lui Gero în anul 965, ea a fost inclusă în Electoratul de Saxonia în 1423.
Marca de Meissen a fost uneori numită ca Marca Thuringiei. Totuși, acest din urmă termen era folosit pentru a desemna partea răsăriteană a Mărcii de Meissen, anume teritoriul de la răsărit de râul Elba până la râul Saale, un teritoriu locuit de triburile slavilor. Ulterior, "Marca Thuringiei" a fost numită ca "Marca sorabă".

## Întemeierea

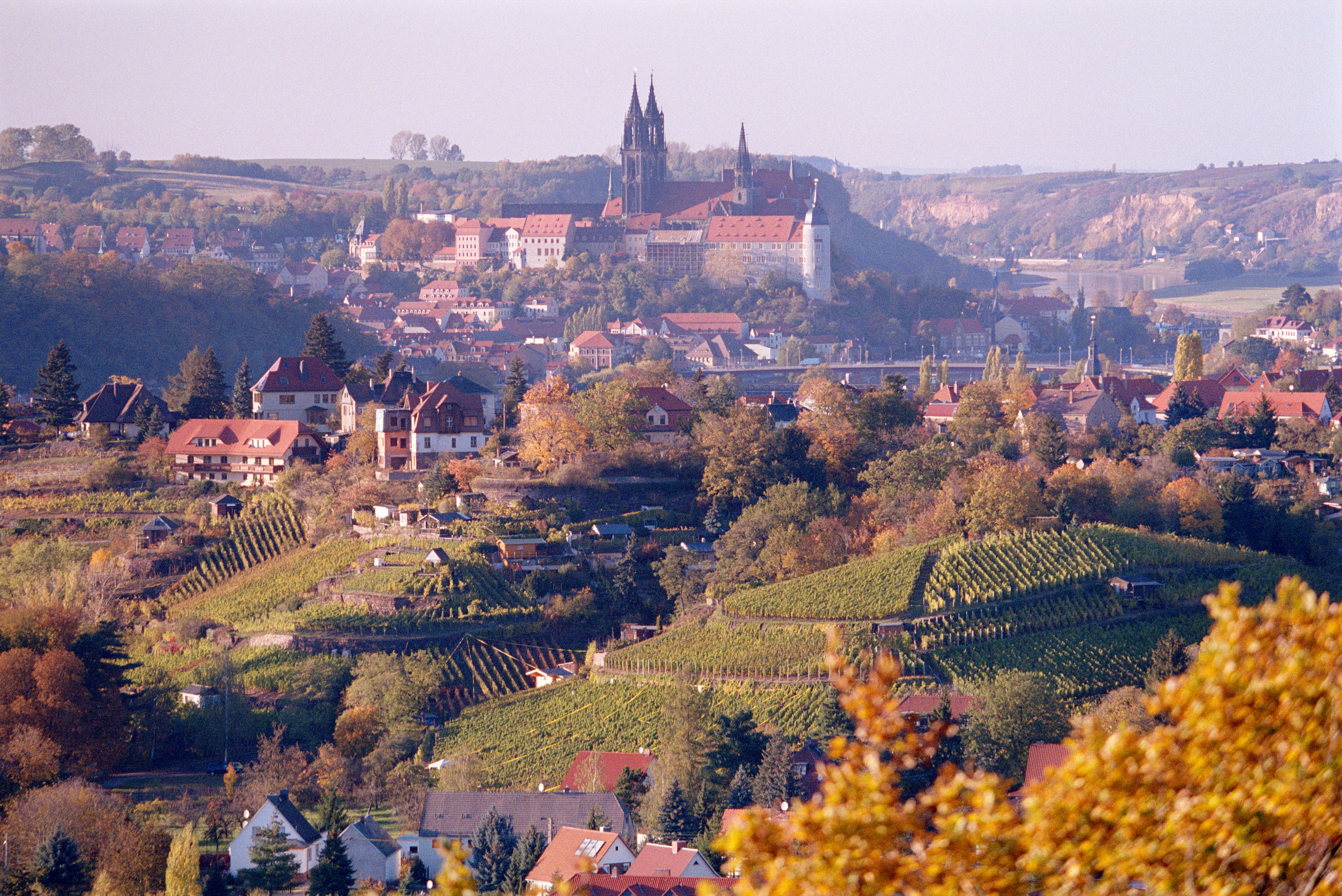
Meissen, cu Albrechtsburg și Catedrala Sfinților Ioan și Donatus în depărtare.

În 928 sau 929, în timpul campaniei împotriva slavilor Glomacze, regele german Henric I "Păsărarul" a construit un castel pe o colină ce străjuia Elba. Viitorul Albrechtsburg a fost atunci numit Meissen, după râul Meisa. Curând s-a dezvoltat acolo un oraș, la poalele fortăreței. Cu toate acestea, Henric nu a întreprins nicio acțiune de germanizare a slavilor sau de creare a unui ansamblu de fortificații, Meissen rămânând, ca și Brandenburg o insulă într-o mare slavă. Această situație nu a durat însă. Orașul a prosperat, ajungând în cele din urmă unul dintre cele mai importante târguri din cadrul vastei Mărci a lui Gero, care acoperea ținuturile de la răsărit de Ducatul de Saxonia. Atunci când Marca lui Gero a fost divizată în 965 ca urmare a morții margrafului Gero "cel Mare", Meissen a constituit centrul unei noi mărci, îndreptate cu prioritate împotriva slavilor sorbi. Prima mențiune a unui margraf de Meissen apare în 968. În același an, castelul a devenit de asemenea sediul nou createi episcopii de Meissen.
În 979, un anume conte Rikdag a devenit margraf de Meissen, el achiziționând și teritorii ale Mărcii de Merseburg și Mărcii de Zeitz. Din 982, teritoriul Mărcii de Meissen s-a extins, ajungând în est până la râul Neisse, iar în sud în direcția Erzgebirge. În 983, prinzând vestea înfrângerii împăratului Otto al II-lea în bătălia de la Stilo, slavii din tribul veleților aflați la frontiera Saxoniei s-au răsculat. Episcopiile de Havelberg și Brandenburg au fost distruse, iar Marca de Zeitz devastată. Margraful Rikdag și-a unit forțele cu cele ale margrafilor de Luzacia și Marca Nordului, ca și cu ale episcopului de Halberstadt și arhiepiscopului de Magdeburg și i-au înfrânt pe răsculații slavi la Belkesheim, în apropiere de Stendal. Cu toate acestea, teritorii întinse erau pierdute, iar germanii se vedeau din nou reduși la vest de Elba.
Odată cu numirea ca margraf a lui Eckard I din 985, titlul a fost deținut de către familia nobilă Ekkehardingilor. În 1002, regele Boleslau I al Poloniei a cucerit Marca Thuringiei și până la Pacea de la Bautzen din 1018 margrafii de Meissen au fost nevoiți să cedeze teritoriul slavilor milcieni din Luzacia Superioară monarhului polon. În 1046, marca a revenit contelui Otto de Weimar-Orlamünde, iar din 1067 familiei nobililor saxoni Brunonen, al căror reprezentant, Egbert al II-lea, a fost depus în timpul Luptei pentru învestitură, în 1089.

## Domnia Casei deWettin

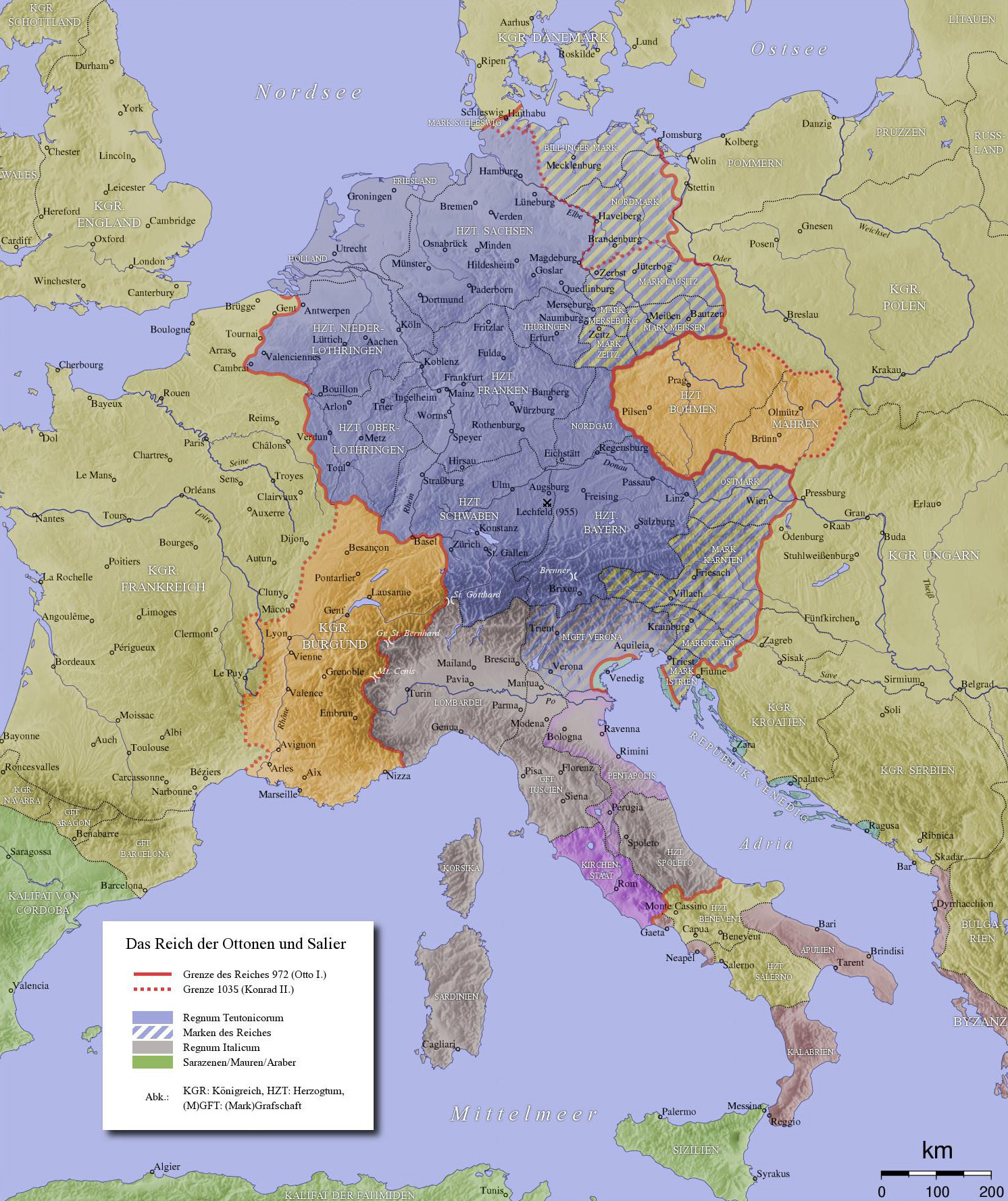
Mark Meissen (haşurată) în timpul Ottonilor

Împăratul Henric al IV-lea a acordat atunci Meissen contelui Henric de Eilbenburg, membru al Casei de Wettin, dinastie sub a cărei domnie marca va rămâne pentru tot restul existenței sale. Sub conducerea margrafului Wiprecht de Groitzsch în anii '20 ai secolului al XII-lea, Meissen a fost definitiv supus germanizării. Wiprecht a fost succedat de către Conrad "cel Mare" (1123–1156), Otto "cel Bogat" (1156–1191) și Dietrich "cel Asuprit" (1191–1221), sub care marca s-a extins și dezvoltat.
În 1264, Henric al III-lea s-a implicat în Războiul de succesiune a Thuringiei, land în care unchiul său, Henric Raspe, a murit fără a avea urmași. Între 1243 și 1255, Henric al III-lea a obținut Pleisseland în jurul Altenburgului, ca o măsură preventivă. În 1307, încercarea împăratului Henric al VII-lea de a supune din nou pe margrafii de Meissen a eșuat, odată cu înfrângerea sa în bătălia de la Lucka. Din acel moment, marca a devenit independentă de facto față de orice altă autoritate.
În anii care au urmat luptei de la Lucka, s-au înregistrat mai multe domnii în comun a diferiți membri ai Casei de Wettin. În anii 1382 și 1445, această situație a condus chiar la divizarea Mărcii de Meissen. Cu toate acestea, ramurile adiacente familiei se stingeau, iar pământurile se reuneau. În același timp, teritoriul se extindea prin căsătorii dinastice, cumpărări sau cuceriri, ceea ce explică faptul că în 1426 marca a dobândit drepturile de a fi burgrafat. La sfârșitul secolului al XV-lea, suprafață teritorială guvernată de dinastia de Wettin cuprindea pământurile dintre Werra și Oder.
În 1423, Frederic "cel Luptător" a devenit margraf, instituind dinastia de Ducatul de Saxonia-Wittenberg. Din acel moment, Marca de Meissen a intrat în cuprinsul Principatului Electorat de Saxonia, pierzându-și statutul de principat independent.